# أنغا أغيلار
أنغا أغيلار هي مغنية فلبينية، ولدت في 22 يوليو 1996، في ماريكينا في الفلبين.

## وصلات خارجية
- أنغا أغيلار على موقع IMDb (الإنجليزية)
- أنغا أغيلار على موقع ميوزك برينز (الإنجليزية)
- أنغا أغيلار على موقع قاعدة بيانات الفيلم (الإنجليزية)